# If You Can't Stand the Heat
If You Can't Stand the Heat es el undécimo álbum de estudio de la banda británica de rock Status Quo, publicado en 1978 por Vertigo Records. De acuerdo a Robert Aniento de Allmusic, es un disco más pensado que el trabajo anterior, pero que no iguala a Quo y Blue for You por ejemplo. Por otro lado, es la primera producción donde incluyen un coro de soporte, integrado por Stevie Lange, Joy Yates y por Jacquie O'Sullivan que más tarde sería parte del grupo Bananarama.
Al igual que los anteriores álbumes obtuvo una buena recepción en el mercado inglés, donde alcanzó el puesto 3 en los UK Albums Chart y permaneció en dicha lista durante 14 semanas consecutivas. A los pocos días de su lanzamiento, recibió disco de oro por la British Phonographic Industry, tras vender más de 100 000 unidades en el Reino Unido.
Por otro lado y para promocionarlo, el 25 de agosto del mismo año se publicó el primer sencillo, «Again and Again», que llegó hasta el puesto 13 en los UK Singles Chart. Mientras que en noviembre, se publicó el segundo sencillo, «Accident Prone», que solo alcanzó la posición 36 en el conteo inglés.

## Lista de canciones
| N.º | Título                       | Escritor(es)           | Duración |  |
| 1.  | «Again and Again»            | Parfitt, Jack Lynton   | 3:41     |  |
| 2.  | «I'm Giving Up My Worryin»   | Rossi, Bernie Frost    | 3:02     |  |
| 3.  | «Gonna Teach You to Love Me» | Lancaster, Mick Green  | 3:11     |  |
| 4.  | «Someone Show Me Home»       | Rossi, Frost           | 3:49     |  |
| 5.  | «Long Legged Linda»          | Andrew Bown            | 3:29     |  |
| 6.  | «Oh, What a Night»           | Parfitt, Bown          | 3:46     |  |
| 7.  | «Accident Prone»             | Pip Williams, Hutchins | 5:08     |  |
| 8.  | «Stones»                     | Lancaster              | 3:43     |  |
| 9.  | «Let Me Fly»                 | Rossi, Frost           | 4:25     |  |
| 10. | «Like a Good Girl»           | Rossi, Young           | 3:26     |  |

| Pista adicional en remasterización de 2005 |                                     |                    |          |  |
| N.º                                        | Título                              | Escritor(es)       | Duración |  |
| 11.                                        | «Accident Prone» (versión sencillo) | Williams, Hutchins | 5:05     |  |

## Músicos
- Francis Rossi: voz y guitarra líder
- Rick Parfitt: voz y guitarra rítmica
- Alan Lancaster: bajo y guitarra
- John Coghlan: batería
- Andy Bown: teclados
- Stevie Lange, Joy Yates, Jacquie O'Sullivan: coros (músicos invitados)
- Frank Ricoti: percusión (músico invitado)